# Singorojo (Mayong)
Singorojo is een bestuurslaag in het regentschap Japara van de provincie Midden-Java, Indonesië. Singorojo telt 5965 inwoners (volkstelling 2010).